# Konstrukcijsko strojarstvo
Konstrukcijsko strojarstvo ili konstrukcije su jedna od najstarijih i najvažnijih grana strojarstva. 
Može se još podijeliti na određena područja ili cjeline: konstruiranje i razvoj proizvoda, motori i vozila, mehanizmi i roboti, eksperimentalna mehanika, dizajn medicinskih konstrukcija, vojna i zrakoplovna tehnika.